# Château de la Grénerie
Le château de la Grénerie est un château médiéval situé dans la commune de Salon-la-Tour, en France.

## Historique
Il fut construit au milieu du XVe siècle, vers 1450, par la famille de Lesbolières, originaire de Masseret. 
Il fut acheté en 1518 par une famille bretonne, les Beaupoil de Saint-Aulaire qui acheva et agrandit la demeure.
En 1774, il passa aux Ardant, une famille de négociants de Limoges. 
En 1870 c'est le baron Rolland de Blomac qui restaura le château, après une période de reventes successives, sans grand entretien[réf. souhaitée].

## Architecture

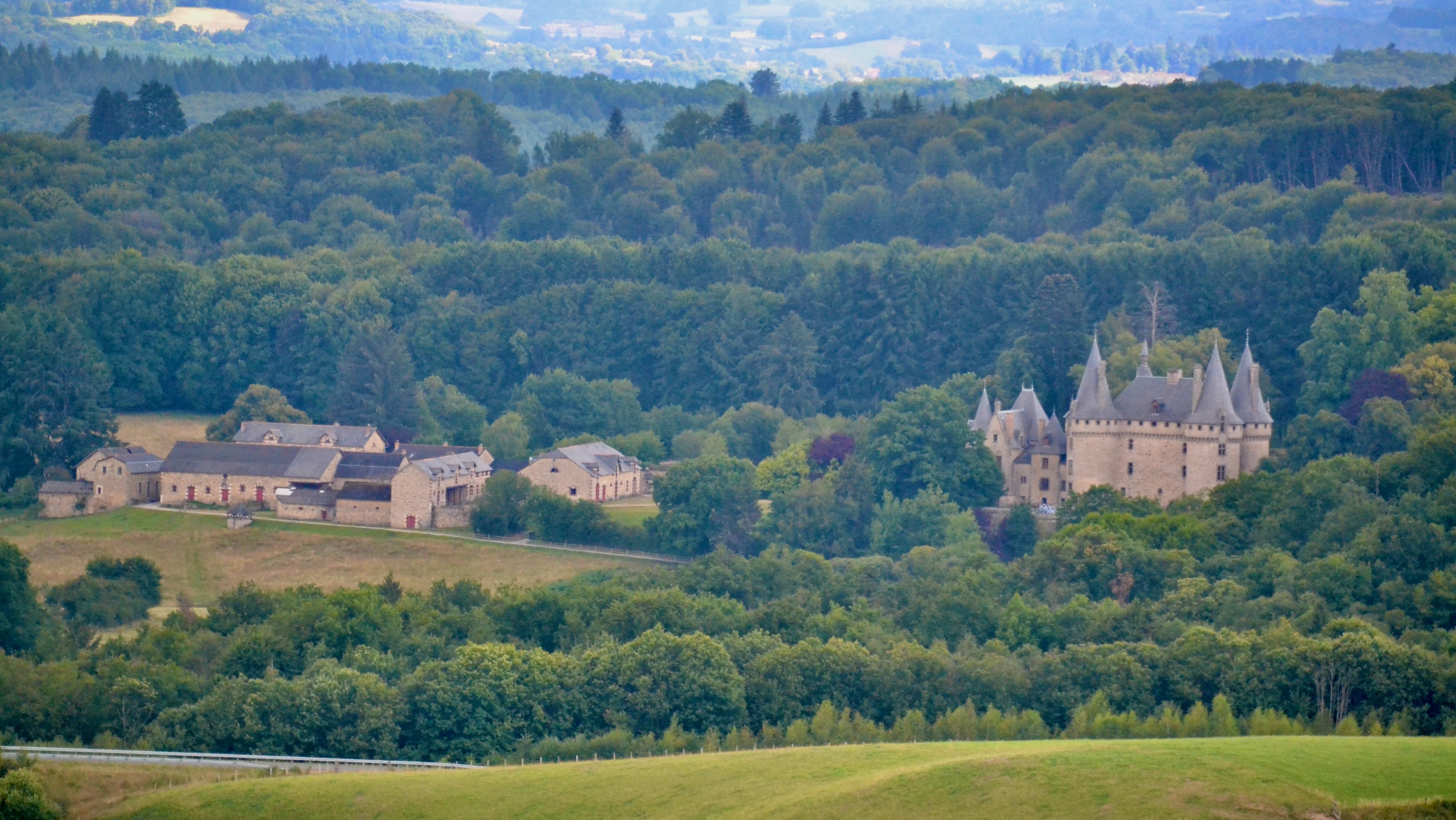
Le château vu depuis la tour de Masseret.

Le château comporte de nombreuses parties d'origine, notamment du XVe siècle. Le plan d'époque était constitué d'un rectangle (mur) flanqué de quatre tours aux angles. On peut remarquer, sur la face Nord du bâtiment, ses petites baies initiales, qui diffèrent des ouvertures plus larges sur les faces opposées. 
Les murs sont en moellons sur lesquels se détachent des fenêtres et ouvertures. L'alternance de grès rouge et pierre blanche défini les ouvertures du château.

## Informations complémentaires
Le bâtiment est une résidence privée et n'est pas visitable librement.
Certaines parties (notamment le parc et les jardins) font l'objet d'un référencement et d'une protection à titre de monument historique.